# Blondel (Amazing Blondel)
| Recensione              | Giudizio |
| ----------------------- | -------- |
| AllMusic                | [ 1 ]    |
| Progarchives.com        | [ 2 ]    |
| Dizionario del Pop-Rock | [ 3 ]    |

Blondel è un album degli Amazing Blondel, pubblicato dalla Island Records nel 1973. È il primo album senza il membro fondatore John David Gladwin, tra i musicisti partecipanti alla registrazione dell'album: Steve Winwood ed il batterista dei Free Simon Kirke, in un brano (Weavers Market) compare come accompagnatore vocale il cantante dei Free e dei Bad Company, Paul Rodgers.

## Tracce
Testi e musiche composte da Edward Baird
Lato A
1. The Leaving of the Country Lover – 6:34
2. Young Man's Fancy – 5:20
3. Easy Come, Easy Go – 6:09

Lato B
1. Sailing – 4:30
2. Lesson One – 2:50
3. Festival – 3:27
4. Weavers Market – 4:35
5. Depression – 3:25

Edizione CD del 1995, pubblicato dalla Edsel Records (EDCD 460)
Testi e musiche composte da Edward Baird
1. Prelude (Chapter One) – 2:19
2. The Leaving of the Country Lover – 4:15
3. Young Man's Fancy – 5:18
4. Easy Come, Easy Go – 3:30
5. Solo – 2:38
6. Sailing (Chapter Two) – 4:32
7. Lesson One – 3:00
8. Festival – 4:25
9. Weaver's Market – 3:44
10. Depression – 3:25

## Formazione
- Edward Baird - voce, chitarre
- Terence Alan Wincott - voce, chitarre, percussioni, flauto, cromorno, pianoforte, flauto dolce[6]

Altri musicisti
- Steve Winwood - basso
- Simon Kirke - batteria
- Adrian Hopkins - clavicembalo
- Paul Rodgers, Sue Glover, Sunny Glover - accompagnamento vocale-cori (brano: Weaver's Market)
- Sue Glover e Sunny Glover - accompagnamento vocale-cori (brani: Festival e Depression)
- Adrian Hopkins - arrangiamento strumenti ad arco
- Jack La Roche - conduzione strumenti ad arco

Note aggiuntive
- John Glover e Phil Brown - produttori
- Registrazioni effettuate al Island Studios di Londra (Inghilterra)
- Phil Brown - ingegnere delle registrazioni
- John Glover e Blondel - copertina album (cover concept)
- Lenz - fotografia
- C.C.S. - design copertina[7]